# Município de Van Buren (condado de Darke, Ohio)
O município de Van Buren (em inglês: Van Buren Township) é um município localizado no condado de Darke no estado estadounidense de Ohio. No ano de 2010 tinha uma população de 1.469 habitantes e uma densidade populacional de 22,36 pessoas por km².

## Geografia
O município de Van Buren encontra-se localizado nas coordenadas 40° 02′ 48″ N, 84° 32′ 55″ O. Segundo a Departamento do Censo dos Estados Unidos, o município tem uma superfície total de 65.71 km², da qual 65,69 km² correspondem a terra firme e (0,02 %) 0,01 km² é água.

## Demografia
Segundo o censo de 2010, tinha 1.469 habitantes residindo no município de Van Buren. A densidade populacional era de 22,36 hab./km². Dos 1.469 habitantes, o município de Van Buren estava composto pelo 97,82 % brancos, o 0,2 % eram afroamericanos, o 0,54 % eram asiáticos, o 0,2 % eram de outras raças e o 1,23 % eram de uma mistura de raças. Do total da população o 0,41 % eram hispanos ou latinos de qualquer raça.